# Atlantirivulus lazzarotoi
Atlantirivulus lazzarotoi es un pez de agua dulce la familia de los rivulines en el orden de los ciprinodontiformes.

## Morfología
De cuerpo alargado y tamaño muy pequeño.

## Distribución geográfica
Se encuentran en ríos de Sudamérica, endémico del río Jurumirim en Brasil.

## Hábitat
Viven en pequeños cursos de agua de clima tropical, de comportamiento bentopelágico.